# Verfolgt (2006)
Verfolgt ist ein deutscher Spielfilm der Regisseurin Angelina Maccarone aus dem Jahr 2006. Der Film schildert die sadomasochistische Amour fou der Bewährungshelferin Elsa und ihres sechzehnjährigen Klienten Jan. Der Schwarzweißfilm gewann den Goldenen Leoparden im Wettbewerb Cineasten der Gegenwart des 59. Internationalen Filmfestivals von Locarno.

## Handlung
Die erfolgreiche Bewährungshelferin Elsa Seifert lebt mit Raimar, dem Vater der gemeinsamen Tochter Daniela, und geht vollständig in ihrer Arbeit auf. Nach dem Auszug ihrer Tochter beginnt Elsa an ihrem Leben und jahrealten Handlungsabläufen zu zweifeln. Sie sucht ein intensives Lebensgefühl in ihrem Alltag wiederzuentdecken. Als ihr neuer Klient, der sechzehnjährige Straftäter Jan, vorschlägt, sich ihr sexuell zu unterwerfen und auszuliefern, entdeckt sie die ihr neue Welt des Sadomasochismus. Schnell erkennt sie den Reiz, den weibliche Dominanz auf sie ausübt. Elsa wagt es, sich auf Jans Angebot einzulassen; während die beiden ihre Sehnsüchte umsetzen und sich immer intensiver nur noch aufeinander beziehen, entgleist Elsas Leben immer mehr.

## Produktion
Verfolgt wurde im Jahr 2005 von der Hamburger Produktionsfirma MMM Film Zimmermann & Co. GmbH produziert. Die Projektentwicklung wurde im Rahmen des MEDIA Projekts MFI unterstützt. Aufgrund der vielschichtigen Tabus, die in diesem Film verhandelt werden und der Entscheidung schwarz-weiß zu drehen, entstand Verfolgt ohne die finanzielle Beteiligung eines Fernsehsenders. Kleinere Förderungsbeiträge gab es von der Filmförderung Hamburg, dem Kuratorium junger deutscher Film, außerdem aufgrund des wirtschaftlichen Erfolges des Vorgängertitels Fremde Haut, Referenzfilmförderung der Filmförderungsanstalt. Cast und Crew beteiligten sich finanziell an der Produktion und ermöglichten so deren Entstehung.
Der Film kam im Eigenverleih der Produzentin unter dem Label MMM Verleih, 2007 in die deutschen Kinos. Er wurde 2023 durch Salzgeber digital restauriert und wird im Dezember 2024 wieder veröffentlicht.

## Rezeption
Der Film wurde von der überwiegenden Mehrheit der Kritik überschwänglich gelobt:

„In kunstvollem Schwarz-Weiß erzählt die Regisseurin gnadenlos hart eine gewagte Sado-Maso-Story. Maren Kroymann fasziniert als 52jährige, die sich in eine gefährlich intensive Liaison mit einem 16Jährigen einlässt. Ein Film von schockierender Offenheit.“

„In der Newcomer-Reiher ,Cineasten der Gegenwart‘ sorgte VERFOLGT für eine kleine Sensation: die Geschichte einer Sado-Maso-Beziehung zwischen einer 52-jährigen Bewährungshelferin (großartig: Maren Kroymann) und ihrem 16-jährigen Schützling, behutsam und ganz ohne Voyeurismus oder S/M-Klischee erzählt.“

„… mit schöner Selbstverständlichkeit balancierend auf dem Grat zwischen Komik und Tragödie.“

„Maccarones Herangehensweise an den Stoff ist bemerkenswert: frei von Ledererotik, Körpersäften und Peitschenseligkeit, in kontrastreichem Schwarzweiß zeigt VERFOLGT die Zerbrechlichkeit dieser beiden Menschen, die sich nur zaghaft ihrer Leidenschaft hingeben.“

„Ein beunruhigender, ein verstörender Film. Und Maren Kroymann gebührt für die Rolle der Elsa alle Darstellerpreise, die der deutsche Film zu vergeben hat.“

## Auszeichnungen
59. Internationales Filmfestival Locarno
- 2006 erhielt der Film den Goldenen Leoparden im Wettbewerb Cineasti del Presente des 59. Internationalen Filmfestivals von Locarno.
- 2007 wurde Maren Kroymann als Beste Darstellerin mit dem Preis der deutschen Filmkritik ausgezeichnet.
- 2007 wurde Kostja Ullmann mit dem New Faces Award als Bester Nachwuchsdarsteller ausgezeichnet.
- Die Filmbewertungsstelle Wiesbaden verlieh dem Film das Prädikat „Besonders wertvoll“. In der Begründung heißt es u. a.:

„Ohne jemals spekulativ zu werden, greift Regisseurin Angelina Maccarone das Tabuthema SM-Beziehung auf, überspitzt es sogar noch durch die Geschlechts-Alter-Konstellation. Dem wagemutigen Drehbuch von Susanne Billig und der souveränen Inszenierungskunst Angelina Maccarones gelingt es meisterhaft, eine unglaublich facettenreiche, aber niemals überfrachtete Ausgangssituation zu schaffen und diese den ganzen überaus atmosphärisch dichten Film hindurch ständig weiter anzureichern. (…) Die sehr weit führende, in Teilen sehr persönliche Diskussion um den Film in der FBW-Jury ist Indiz für die Brisanz des Themas und für die auf höchstem künstlerischem Niveau gelungene Umsetzung, die einen weiteren Höhepunkt im kreativen Schaffen der Regisseurin und der Produktionsfirma (MMM Film Zimmermann & Co GmbH., Hamburg) darstellen und die größte Hoffnung auf weitere, ähnlich beeindruckende Werke wecken.“